# Матура (Душетський муніципалітет)
Матура (груз. მათურა) — село в Грузії.
За даними перепису населення 2014 року в селі проживає 1 особа.